# Оргон (Буш-дю-Рон)
Оргон (фр. Orgon) — коммуна на юго-востоке Франции в регионе Прованс — Альпы — Лазурный Берег, департамент Буш-дю-Рон, округ Арль, кантон Салон-де-Прованс-1.
Площадь коммуны — 34,78 км², население — 2976 человек (2006) с тенденцией к росту: 3120 человек (2012), плотность населения — 89,7 чел/км².

## Население
Население коммуны в 2011 году составляло 3126 человек, а в 2012 году — 3120 человек.
| 1962 | 1968 | 1975 | 1982 | 1990 | 1999 | 2004 | 2006 | 2009 | 2011 | 2012 |
| ---- | ---- | ---- | ---- | ---- | ---- | ---- | ---- | ---- | ---- | ---- |
| 1874 | 2049 | 2285 | 2339 | 2453 | 2642 | 2913 | 2976 | 3055 | 3126 | 3120 |

Динамика населения:

## Экономика
В 2010 году из 2088 человек трудоспособного возраста (от 15 до 64 лет) 1447 были экономически активными, 641 — неактивными (показатель активности 69,3 %, в 1999 году — 63,7 %). Из 1447 активных трудоспособных жителей работали 1205 человек (687 мужчин и 518 женщин), 242 числились безработными (121 мужчина и 121 женщина). Среди 641 трудоспособных неактивных граждан 177 были учениками либо студентами, 176 — пенсионерами, а ещё 288 — были неактивны в силу других причин.
На протяжении 2010 года в коммуне числилось 1152 облагаемых налогом домохозяйства, в которых проживало 3068,5 человек. При этом медиана доходов составила 15 тысяч 457 евро на одного налогоплательщика.
В коммуне находится штаб-квартира международной логистической компании ID Logistics.

## Галерея
- Капелла Нотр-Дам в Оргоне
- Внутренний вид капеллы
- Живописная, но опасная дорога к капелле
- Остатки крепости
- В городе
- Общий вид крепости
- Старинные ворота в крепость